# ISO 3166-2:AS

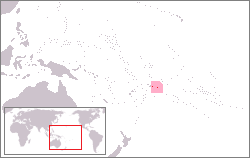
Americká Samoa na mapě světa

Kódy ISO 3166-2 pro Americkou Samou neidentifikují žádné regiony (stav v roce 2015).